# Associazione Calcio Prato
L'Associazione Calcio Prato, meglio nota come Prato, è una società calcistica italiana con sede nella città di Prato. Milita in Serie D, la quarta divisione del campionato italiano.
Dalle riforme del 1926 che introdussero la classica tripartizione del calcio italiano professionistico, il Prato ha partecipato a oltre 60 campionati di Serie C, risultando il club più presente in assoluto nella categoria e quello con il maggior numero di partecipazioni consecutive (dal 1977-1978 al 2017-2018).
La squadra detiene inoltre anche il maggior numero di vittorie nello stesso campionato, con ben 6 titoli all'attivo.
La FIGC considera il Prato al sessantaquattresimo posto nella graduatoria della tradizione sportiva dei club ad essa affiliati.
Il Prato occupa il settantaduesimo posto nella classifica perpetua della serie B.

## Storia

### Dalle origini agli anni trenta
Nato nel 1908 come Società Sportiva Emilio Lunghi, modificò tre anni dopo il suo nome in Prato Sport Club. Nel 1912-13 prese parte al campionato toscano di Promozione venendo promossa per l'anno successivo in Prima Categoria, la massima serie dell'epoca. All'epoca il campionato di Prima Categoria dell'Italia centro-meridionale era suddiviso in campionati regionali: i campioni regionali di Toscana, Lazio e Campania si sarebbero poi contesi nelle Finali il titolo di campione centro-meridionale, guadagnando il titolo di contendere in finalissima lo scudetto al Campione dell'Italia Settentrionale. Nelle due successive stagioni, tuttavia, il Prato non brillò, concludendole entrambe al settimo posto nella Prima Categoria della Toscana. Dal 1915 al 1919 il Campionato fu sospeso per le vicende belliche della prima guerra mondiale.
Ricostituitasi dopo la guerra, mantenne il nome fino al 1937, allorché divenne Associazione Calcio Prato e, dal 1980, società per azioni. Nei campionati 1919-20, 1920-21 e 1921-22 il Prato continuò a militare in Prima Categoria, senza mai superare la fase regionale: al termine della stagione 1921-22, anzi, a causa del 5º posto nella Prima Categoria FIGC della Toscana, il club viene declassato d'ufficio nel campionato cadetto di Seconda Divisione a causa della promulgazione del Compromesso Colombo, piano di riforma dei campionati. Per due stagioni il Prato militò nel girone F della Seconda Divisione, retrocedendo nel campionato regionale di Terza Divisione al termine della stagione 1923-24 a causa della sconfitta nello spareggio salvezza contro l'US Milanese. La permanenza nei campionati regionali fu tuttavia di breve durata e vincendo la Terza Divisione Toscana 1924-25 tornò immediatamente in Seconda Divisione. L'anno successivo, con un terzo posto nel Girone C di Seconda Divisione, ottenne la permanenza in cadetteria, ribattezzata dall'anno successivo "Prima Divisione". Due stagioni dopo, nel 1927-28, il Prato sfiorò addirittura la promozione in Divisione Nazionale, la massima serie dell'epoca, chiudendo seconda nel girone C della Prima Divisione. In estate arrivò però la promozione d'ufficio proprio in Divisione Nazionale, per decreto federale:
(Deliberazione della FIGC riportato da La Stampa del 29 giugno 1928, p. 5.)

Il Prato 1928-1929.

I due gironi da sedici squadre così costruiti avrebbero dunque avuto il duplice scopo sia di assegnare il titolo del 1929 - che per ovvi motivi di tempistica a quel punto non sarebbe stato disputato con un torneo conclusivo, bensì reintroducendo per un'ultima volta la finale (e per lo stesso motivo anche la Coppa CONI non fu disputata) , sia quello di suddividere le società in un raggruppamento d'élite e in uno cadetto per le stagioni a venire: in particolare, metà delle società avrebbero costituito la Divisione Nazionale Serie A, quelle classificate tra la nona e la quattordicesima posizione la Divisione Nazionale Serie B insieme alle quattro vincenti della Prima Divisione, mentre le ultime due classificate di ogni girone sarebbero state addirittura retrocesse in Prima Divisione. Il Prato disputò un campionato disastroso, terminando al 15° e penultimo posto nel girone A della Divisione Nazionale e retrocedendo addirittura in Prima Divisione. Tuttavia, in estate la FIGC allargò i tornei di Serie A e B della Divisione Nazionale a 18 società portando al ripescaggio delle 4 retrocesse in Prima Divisione, tra cui il Prato, che vennero riammesse in Serie B. Nella stagione 1929-30, tuttavia, il Prato si classificò solo 17° in Serie B, retrocedendo in Prima Divisione.

### Gli anni quaranta e cinquanta
Seguirono diversi anni in Prima Divisione (il terzo livello della piramide calcistica, disputato a livello interregionale) in cui il Prato ottenne buoni piazzamenti come due terzi posti e un quarto posto nel proprio girone senza però centrare la qualificazione alle finali per la promozione in Serie B pur sfiorandola (soprattutto nella stagione 1932-1933 in cui si classificò al terzo posto a pari merito con il Montevarchi e a un solo punto dal primo posto). Nel 1934 la FIGC decise di istituire la Serie C della Divisione Nazionale alla quale sarebbero state ammesse le classificate dal primo al sesto posto di ognuno dei gironi di Prima Divisione 1934-1935 (tolte le due promosse in Serie B), ma il Prato mancò l'obiettivo perdendo il torneo di qualificazione con le ex aequo Sempre Avanti, Le Signe e Grosseto (con le quali era appaiato al sesto posto, l'ultimo valevole per la C). Il Prato avrebbe dovuto essere declassato nel campionato di zona (cioè regionale) di Prima Divisione ma fu riammesso in Serie C 1935-1936 a pochi giorni dall'inizio del campionato in sostituzione della rinunciataria Juventus di Trapani. Seguirono diversi anni in Serie C, poi il ritorno in Serie B al termine della stagione 1940-41: la permanenza tra i cadetti durò ancora una volta una sola stagione, allorché il Prato precipitò immediatamente in Serie C. Dal 1941 il Prato cominciò a giocare le partite casalinghe al "Lungobisenzio", impianto che ancora oggi ospita le partite casalinghe della squadra.
Nella prima stagione del dopoguerra (1945-46) il Prato vinse il girone A della Lega Sud di Serie C, conquistando una promozione nella Serie B a tre gironi. Due stagioni dopo, tuttavia, il ritorno della Serie B al girone unico condannò il Prato alla retrocessione in Serie C: il Prato concluse il torneo 1947-48 al 6º posto nel Girone B a pari merito con Cremonese e Parma, ma poiché solo le prime sette si sarebbero salvate furono necessari degli spareggi tra le tre compagini: dopo aver perso gli spareggi contro Cremonese e Parma, il Prato concluse il torneo all'8º posto, retrocedendo dunque in Serie C. Nella stagione 1948-49, tuttavia, il Prato vinse il girone C di Serie C dopo aver vinto lo spareggio contro la Carrarese e ritornando dunque immediatamente in Serie B. Anche questa volta, però, la permanenza tra i cadetti durò una sola stagione: il 21º posto in Serie B condannò ancora una volta i toscani alla retrocessione in Serie C.
Tra i vari elementi che composero il Prato in Serie B fu senza dubbio la figura di Ferruccio Valcareggi come allenatore e di Romeo Anconetani segretario. Il Prato infatti quegli anni riesce stabilmente a restare in serie B per due stagioni.

### Gli anni sessanta e settanta
Nel 1961 ci fu l'incontro contro la Juventus in un match valido per la coppa nazionale: i bianconeri passano 3-2 al Lungobisenzio. Il Prato conquista varie promozioni in B ma retrocedendo in C la stagione successiva.
Il Prato ottenne la sua ultima promozione in Serie B nel 1963 battendo sul filo del rasoio il Livorno. Pareggiando 1-1 contro il Forlì il Prato fu matematicamente promosso in Serie B con Antonio Rossi capitano e Taccola trascinatore della squadra. Con Baldassini presidente, il Prato disputò la seconda serie per l'ultima volta nella sua storia nella stagione 1963-64. Nel finale la squadra fu risucchiata nella lotta per non retrocedere: fatali furono le sconfitte con Cosenza e Palermo e soprattutto un'autorete nel finale contro la Triestina, alla penultima giornata, che costrinse il Prato all'1-1. Nell'ultima giornata ci fu la vittoria a Catanzaro 1-0 ma fu inutile per la salvezza.

Il Prato 1976-1977.

Dopo la retrocessione in C del 1964, il Prato non è più riuscito a salire in serie B: addirittura retrocede in D nel 1974. Qui ci resta tre stagioni, sino al 1977, quando riconquista la Serie C. Con la ristrutturazione della Serie C, il Prato viene retrocesso in C2. La sua permanenza in C2 dura due stagioni: nel 1979-80 il Prato conquista la promozione in Serie C1. Nello stesso anno Andrea Toccafondi arrivò alla guida del Prato. Il Prato poi si divide fra C1 e C2 a metà degli anni ottanta.

### Gli anni ottanta

Una formazione della Prato nel campionato di Serie C1 1986-1987.

Dopo aver conquistato la Serie C1 nella stagione 1984-85 grazie alla vittoria nella partita di spareggio giocata contro l'Alessandria a Modena (3-2), il Prato, sotto la gestione Toccafondi, tornò competitivo: dopo aver ottenuto il nono posto per due volte, il quinto posto ottenuto nella stagione 1987-88 lascia sì che il Prato lottasse per le zone alte ma fu fatale la sconfitta a Trento che costrinse il Prato a rinunciare alla lotta promozione. Nella stagione successiva la squadra arriva vicino alla promozione: dopo esser stato nelle prime posizioni per tutto il campionato, grazie anche alle reti di Rossi, Labadini e Ceccaroni, il Prato si ritrova in piena lotta per la promozione in Serie B contro lo Spezia, ma la sconfitta subita per 1-0 nello scontro diretto a La Spezia complica le cose. All'ultima giornata gioca al Mirabello in casa della Reggiana, anch'essa in lotta per la promozione, ma perde e arriva terzo, mentre la Reggiana, vincendo lo scontro diretto, festeggia dunque invece l'accesso alla seconda serie. Il Prato questa stagione vanta comunque il fatto di aver giocato pure contro la Roma di Bruno Conti e Boniek al Lungobisenzio in Coppa Italia perdendo 3-1.

### Gli anni novanta
Il Prato disputa altri due anni in C2, poi la svolta nella stagione 1992-1993: con Ceccaroni, Califano e Brunetti, con Remo Bicchierai in panchina, disputa un campionato di C2 da vertice dopo un testa a testa con il Castel di Sangro Calcio e assieme agli odiati cugini della Pistoiese (memorabile nell'aprile 1993 la vittoria a Pistoia per 1-0 con gol di Ceccaroni con un esodo dei tifosi pratesi giunti a Pistoia con mezzi propri). Decisivo fu lo scontro diretto col Castel di Sangro: battendo gli avversari per 2-1, il Prato viene promossa in C1 insieme alla Pistoiese.
Negli anni successivi la squadra ottiene dei buoni risultati: arriva 13º nella stagione 1993-94, 7° nella stagione 1994-95 e 8° nella stagione 1995-96. Il Prato per la stagione 96-97 attrezza una squadra vincente, con Denis Godeas punta di peso e con Natal Schiavon come partner. Il Prato si dimostra la squadra da battere in quanto occupa addirittura per molto tempo la vetta della classifica e vincendo spesso 3-1. Ma nel girone di ritorno non dimostra lucidità e via via si fa superare dal Treviso e dal Carpi scivolando a ridosso della zona playoff. Veneri fu esonerato, al suo posto arrivato Esposito che però non riesce ad ottenere quello che si sperava ed Il Prato esce dalla zona playoff. Inutile nel finale la rimonta, Il Prato vince 1-0 contro l'Alzano e aggancia il quinto posto a pari merito col Monza ma sono i brianzoli a giocare i playoff con un gol segnato in più di differenza agli scontri diretti: il Prato, infatti, al Lungobisenzio aveva battuto 1-0 il Monza ma il Monza aveva battuto 2-0 il Prato in casa, mandando in fumo i sogni promozione. La stagione successiva invece il Prato perde tutti i pezzi, incluso Godeas, e la squadra si trova all'ultimo posto per molte giornate riuscendo però evitare la retrocessione diretta a scapito del Fiorenzuola. Ma il Prato retrocede in C2 comunque ai playout contro la Carrarese.
Negli anni successivi il Prato disputa i play-off per la C1. Nella stagione 1998-99 perde la finale play-off contro l'AlbinoLeffe, in quella successiva perde la finale play-off contro l'Alessandria.

### Gli anni duemila

Vincenzo Esposito, ex centrocampista, disputò con il Prato quasi duecento partite. Allenò i toscani dal 1999 al 2004, conquistando la Coppa Italia Serie C.

Nella stagione 2000-2001, pur faticando in campionato, il Prato in Coppa Italia Serie C elimina Arezzo, Pisa, Spezia e Brescello in semifinale, grazie ad un gol di De Sole. Nella finale incontra il Lumezzane con il quale vince 2-1 in casa il match di andata, e nella gara di ritorno un gol di Nicola Padoin permette ai toscani di aggiudicarsi anche la seconda gara, vincendo così il torneo.
I lanieri termineranno la regular season al quinto posto, conquistando l'accesso ai play-off; tuttavia perderanno la semifinale con il Chieti.
In estate il Prato sconfigge per 3-2 la Pistoiese (militante in Serie B) al Marcello Melani in Coppa Italia, non riuscendo tuttavia a proseguire il suo cammino nella manifestazione. La stagione successiva è caratterizzata da un lungo testa a testa con l'Alessandria. Alla terzultima giornata, grazie alla sconfitta dei rivali per 1-0 con il Novara, e grazie al contemporaneo successo dei lanieri per 1-0 sulla Valenzana, il Prato conquista la promozione in Serie C1 dopo quattro anni di militanza in quarta serie.

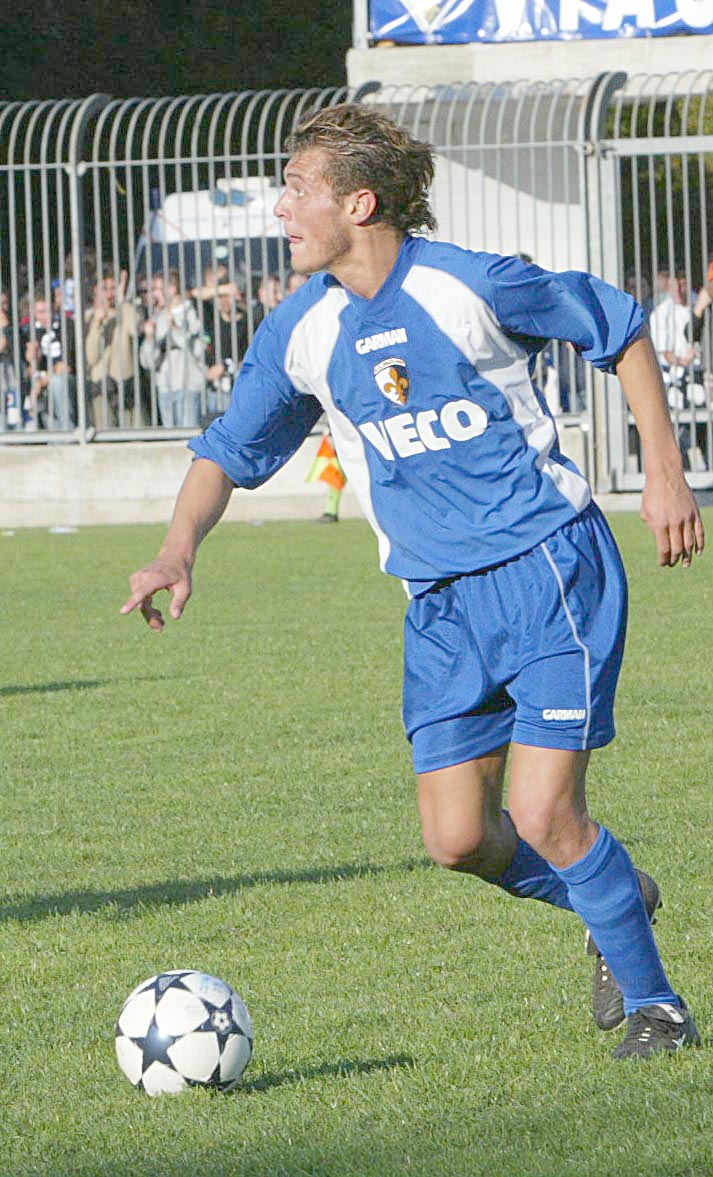
Alessandro Diamanti in Prato-Pistoiese del 19 ottobre 2003. Il fantasista, nativo di Prato, indossò la casacca biancoazzurra in cinque periodi diversi. Con i lanieri conta 76 presenze.

All'ottavo posto ottenuto nella stagione 2002-2003, seguirà un campionato anonimo che porterà alla retrocessione, a seguito della sconfitta ai play-out con la Pro Patria, nonostante alcune vittorie di prestigio come quelle con Spezia e Pistoiese. Tuttavia, a fine stagione, i biancoazzurri furono ripescati. La retrocessione diretta arriverà comunque nella stagione successiva.
Il campionato di Serie C2 2005-2006 fu difficoltoso. Decisivo tuttavia fu il ritorno, nel mercato di gennaio, di Alessandro Diamanti, che trascinò i toscani alla salvezza siglando la rete decisiva nella sfida play-out con il Montevarchi. Nelle due stagioni successive i lanieri fallirono l'accesso ai play-off: nella prima nonostante un lungo stazionamento nei piani alti della classifica, e nella seconda a seguito di pesanti sconfitte, tra cui a Viareggio, nonostante la vittoria sul campo della capolista Bassano.
Ad inizio di stagione 2008-2009, alla sconfitta casalinga con la Giacomense, seguiranno le vittorie con Rovigo, Giulianova e Poggibonsi, grazie alle quali il Prato si ritroverà capolista. Il primato tuttavia durerà poco, e sfumerà successivamente alle sconfitte con Figline e Cuoiopelli.
Lunedì 27 ottobre 2008, in occasione del posticipo serale con la Sangiovannese, i lanieri festeggiano i cento anni di storia della società con una grande festa prima e dopo il match, vinto per tre reti a una, e giocato davanti a oltre quattromila spettatori. Il Prato terminerà la sua corsa in quinta posizione, garantendosi la possibilità di giocarsi il salto di categoria ai play-off. In semifinale gli avversari sono i corregionali del Viareggio. All'andata i biancoazzurri si impongono per due reti a zero, non basta quindi la vittoria di misura dei viareggini nella gara di ritorno. In finale i toscani ritrovano il Giulianova, ma una vittoria di misura a testa garantirà ai giallorossi il salto di categoria in virtù del miglior piazzamento in regular season.
Nella stagione successiva, il Prato parte in sordina, a seguito del pareggio con il San Marino e la sconfitta a Celano. I primi tre punti arrivano alla terza di campionato grazie alla vittoria sulla Pro Vasto. A seguito di una striscia positiva di risultati i lanieri arriveranno a giocarsi la testa del campionato con la capolista Lucchese, e lo scontro diretto terminerà in pareggio. Tuttavia, a seguito di un girone di ritorno meno brillante, i lanieri saranno costretti a giocarsi un posizionamento nella griglia dei play-off alle ultime due giornate, negli scontri diretti con Sangiovannese e Gubbio. Gli aretini verranno superati per due reti a una, ciononostante sarà fatale la sconfitta contro gli umbri all'ultima giornata, a causa anche della contemporanea vittoria della Sangiovannese che aggancia quindi i play-off.
Al termine del campionato intanto, farà il suo ingresso in società Nicola Radici, con alle spalle esperienze importanti nelle file di Atalanta e AlbinoLeffe, nella carica di vicepresidente esecutivo.

### Gli anni duemiladieci

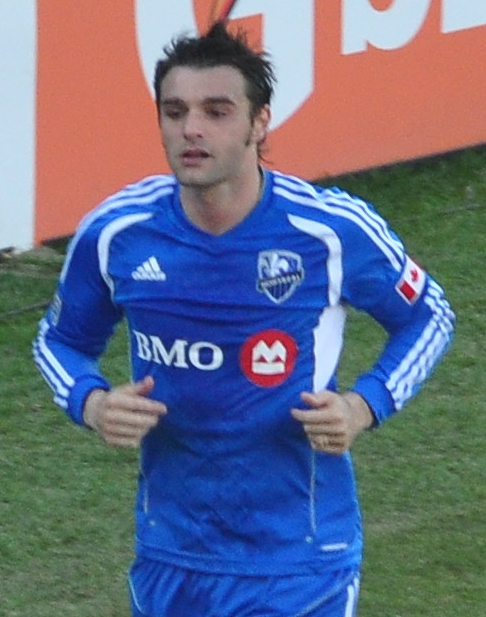
Andrea Pisanu, trequartista, con all'attivo presenze in Serie A con le divise di,, e nella Major League Soccer con i canadesi del, approda in toscana agli albori della stagione 2011-2012, risultando subito decisivo per le sorti della sua squadra.

Nella stagione 2010-2011 il Prato, dopo aver fallito la qualificazione ai play-off l'anno precedente, non riesce ad inserirsi nella lotta per la promozione diretta, riservata al duo Carpi-Carrarese, e anzi per molto tempo, dopo la sconfitta di Bellaria, è ancorato nella lotta per evitare i play-out, soprattutto a causa di una serie negativa di risultati, intervallata soltanto dal successo casalingo con la Carrarese. Tuttavia, nella fase finale della regular season, i lanieri riescono a capovolgere l'andamento inanellando cinque vittorie consecutive, rispettivamente con Chieti, Giacomense, Celano, Villacidrese e Carpi. Proprio vincendo con gli emiliani, che comunque festeggiano la promozione in terza serie nonostante la sconfitta, il Prato completa la sua rimonta qualificandosi per i play-off e agganciando L’Aquila al terzo posto in graduatoria. Proprio gli abruzzesi saranno eliminati in semifinale in virtù di una vittoria di misura per testa. Ciò favorirà i toscani grazie al miglior piazzamento in classifica durante la regular season. In finale, tuttavia, sarà la Carrarese a vincere il doppio confronto. In estate, i biancoazzurri verranno ripescati, ritornando in terza serie dopo sei anni di assenza.
Ottenuto il ripescaggio in estate, il Prato ufficializza il ritorno in panchina di Vincenzo Esposito, artefice della vittoria in Coppa Italia Serie C del 2001 e della promozione in Serie C1 del 2002. Inoltre, all'ultimo giorno di mercato, arriva dal Bologna Andrea Pisanu, giocatore sicuramente di categoria superiore. I toscani partono comunque male perdendo le prime quattro gare di campionato e conquistando i loro primi punti con il Pergocrema, e intraprendendo un andamento negativo fuori casa. I lanieri dovranno aspettare il 18 dicembre per ritrovarsi per la prima volta dall'inizio del campionato fuori dalla zona calda, complice la vittoria esterna con la Triestina.
Il 2012 parte negativamente con due sconfitte consecutive con Trapani e Barletta, seguite tuttavia da cinque risultati utili consecutivi, vincendo con Frosinone, Fidelis Andria e Latina, e pareggiando a Lanciano e a Crema. Questa serie di risultati utili verrà interrotta dalla sconfitta interna con il Piacenza.
Nel frattempo però scoppia la polemica con il comune, circa l'utilizzo dello Stadio Lungobisenzio, impianto risalente agli anni della seconda guerra mondiale e ritenuto inagibile dal prefetto. A seguito di questo provvedimento, il Prato infatti è costretto a giocare la successiva partita casalinga ad Agliana, venendo sconfitto di misura dal Südtirol. Dopo una serie di risultati negativi, risulterà decisiva la sfida dell'ultima giornata con la Triestina. I lanieri si imporranno con un perentorio cinque a zero condannando i friulani alla retrocessione e garantendosi la possibilità di giocarsi la salvezza ai play-out. L'avversario di turno è il Piacenza, e una vittoria di misura a testa garantirà ai toscani la salvezza in virtù del miglior piazzamento in campionato.
Il 13 luglio 2012 il Prato viene escluso dal campionato 2012-2013 per problemi infrastrutturali, tuttavia il 19 luglio verrà accolto il ricorso presentato dalla società toscana tre giorni prima. Nonostante partenze importanti nel mercato estivo, l'inizio di stagione è positivo, contraddistinto da tre pareggi ottenuti con formazioni attrezzate quali Avellino e Nocerina e nel derby con il Viareggio. La prima vittoria arriverà invece con i campani del Sorrento. Durante il girone d'andata, i lanieri otterranno vittorie importanti con Paganese, Benevento, Pisa, Latina, Barletta e Perugia, che gli garantiranno un posto in zona play-off. Diverso il discorso inerente al girone di ritorno dove, complici sconfitte e condizione fisica precaria, i toscani arriveranno a giocarsi la permanenza nella categoria all'ultima giornata. La sconfitta interna con l'Fidelis Andria e la concomitante vittoria del Viareggio con il Frosinone condannerà i pratesi alla disputa dei play-out. L'avversario di turno è il Sorrento, sconfitto grazie ad un pareggio esterno e ad una vittoria casalinga.
La stagione successiva si presenterà come atipica rispetto agli anni recenti. In seguito alla riforma del 2012 che ha interessato la Lega Pro, nel campionato corrente non ci saranno retrocessioni e verranno ammesse alla disputa dei play-off per la promozione in Serie B le società classificate dal secondo al nono posto di ogni girone di Prima Divisione. Il Prato navigherà per la prima parte di campionato nelle zone alte della classifica, spesso in piena zona play-off, tuttavia, complici tredici pareggi (secondo nel girone solo al Catanzaro) e una vistosa crisi di risultati a cavallo dei due gironi, i lanieri mancheranno l'accesso per soli tre punti, al cospetto della Salernitana. Il Prato ottiene comunque l'ammissione alla rediviva terza serie per la stagione 2014-2015.
Dalla stagione 2015-2016 viene assunto Alessio De Petrillo come nuovo allenatore, esonerato poi, verso la metà della stagione con la chiamata in panchina di Roberto Malotti, i fiordalisi devono giocarsi la permanenza di categoria contro la Lupa Roma nei playout: all'andata i biancazzurri vengono sconfitti per 2-0 dai capitolini, al ritorno invece riescono a ribaltare il risultato vincendo 3-1 e condannando i laziali alla retrocessione in Serie D.
La stagione 2016-2017 iniziata con Leonardo Acori diventa fin da subito impegnativa: già alla 6ª giornata il tecnico umbro viene esonerato e viene richiamato (come nella stagione precedente) Roberto Malotti che però dura solamente cinque giornate per fare posto a Francesco Monaco che riesce nell'impresa di portare nuovamente i fiordalisi ai playout (trascinati dai gol di Francesco Tavano) contro il Tuttocuoio, nel derby toscano i biancazzurri prevalgono sui neroverdi con due pareggi (0-0;2-2) e, per il miglior piazzamento, si salvano.
La stagione 2017-2018 vede sedersi sulla panchina pratese Pasquale Catalano, tecnico emergente alla sua prima esperienza da allenatore di una squadra professionistica e incaricato di conseguire la salvezza. Il Prato (peraltro impossibilitato a giocare allo stadio Lungobisenzio a causa di una querelle tra proprietà e amministrazione comunale sulla gestione dell'impianto) si trova fin da subito in lotta per non retrocedere e il presidente Paolo Toccafondi, contestato dalla tifoseria e oggetto di indagini in merito a supposte irregolarità nel tesseramento di un giocatore extracomunitario, annuncia (senza darvi seguito) le proprie dimissioni. Sul campo i fiordalisi si fanno superare dalle dirette concorrenti per la salvezza e il 5 maggio 2018, dopo ben 42 anni di permanenza continua tra Serie C, C1, e C2, la sconfitta casalinga contro la Siena e la contemporanea vittoria dell'Arezzo a Carrara sanciscono la retrocessione del Prato in Serie D.
Negli anni seguenti il Prato disputa pertanto la massima serie dilettantistica, sistemandosi regolarmente tra le squadre di vertice, ma senza mai lottare apertamente per la promozione; inoltre i dissapori tra club e Comune non si ricompongono, facendo protrarre "l'esilio" dal Lungobisenzio, coi biancazzurri costretti a giocare le gare interne tra Montemurlo, Sesto Fiorentino e Campi Bisenzio.
Il 29 aprile 2021 viene formalizzata la cessione societaria, che dopo 42 anni vede l'uscita di scena della famiglia Toccafondi e l'ingresso dell'imprenditore Stefano Commini, che assume la carica di presidente. Il nuovo corso societario riesce altresì a ricucire i rapporti con l'amministrazione comunale di Prato, che nel gennaio 2022 riapre ai biancazzurri i cancelli del Lungobisenzio.

## Colori e simboli

### Colori
I colori sociali del Prato sono il bianco e l'azzurro, in varie tonalità.

### Simboli ufficiali

#### Stemma
Lo stemma della società ha da sempre come elemento qualificante il fiordaliso giallo inserito in uno scudetto partito bianco-blu e con la ragione sociale.

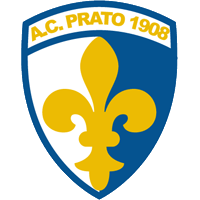
Logo utilizzato fino al 2011
Logo utilizzato dal 2011 al 2021

## Strutture

### Stadio
Il Prato ha disputato le sue partite interne al campo Vittorio Veneto dal 1923 al 1941, anno in cui fu inaugurato lo stadio Lungobisenzio, che ha successivamente accolto i biancazzurri fino alla stagione 2017-2018, allorché la necessità di praticarvi un intervento di ristrutturazione obbligò al trasferimento presso lo stadio Ettore Mannucci di Pontedera.
Contestualmente sorsero dissidi tra l'amministrazione comunale e il club in merito alla gestione dell'impianto, che portarono alla revoca della concessione d'utilizzo. Dalla stagione 2018-2019 alla 2020-2021 il Prato scelse di stabilirsi al campo sportivo Ado Nelli di Montemurlo; alcune gare vennero altresì disputate allo stadio Emil Zatopek di Campi Bisenzio.
In vista dell'annata 2021-2022 il club, frattanto passato nelle mani di nuovi proprietari, sanò la contesa col comune di Prato e ottenne la "restituzione" del Lungobisenzio. Dopo una prima parte di stagione trascorsa allo stadio Piero Torrini di Sesto Fiorentino (essendo il Lungobisenzio ancora bisognoso di lavori per il riottenimento dell'agibilità), dal 30 gennaio 2022 i biancazzurri hanno pertanto ricominciato a giocare nella propria città.

## Società
Al gennaio 2022 l'Associazione Calcio Prato è una società sportiva dilettantistica a responsabilità limitata.

### Organigramma societario
Di seguito l'organigramma in carica al 29 gennaio 2022.
- Presidente: Asma Gacem
- Vicepresidente:
- Consigliere: Federico Commini
- Direttore Generale: Luca Saudati
- Direttore Sportivo: Gianluca Berti
- Team Manager: Claudio Sciannammè
- Segretario:

### Sponsor
Di seguito l'elenco dei fornitori tecnici e degli sponsor ufficiali.
| Cronologia degli sponsor tecnici - fino al 1984 ... - 1984-1985 Umbro - 1985-1987 ... - 1987-1991 nr - 1991-1992 Erreà - 1992-1993 ... - 1993-1995 Uhlsport - 1995-1996 AKI - 1996-1999 ... - 1999-2001 Legea - 2001-2002 ... - 2002-2005 Garman - 2005-2008 ... - 2008-2014 Mass - 2014-2017 Erreà - 2017-2019 Kappa - 2019-2021 Acerbis - 2021-2022 Nike - 2022-2024 Kappa - 2024-oggi Mizuno | Cronologia degli sponsor ufficiali - fino al 1986 ... - 1986-1987 CAP - 1987-1990 Centro Matic - 1990-1991 CAP - 1991-1992 nessuno sponsor - 1992-1993 ... - 1993-2000 TDM - 2000-2001 nessuno sponsor - 2001-2003 Iveco - 2003-2004 Iveco/Prato Trade industrie tessili - 2004-2005 nessuno sponsor - 2005-2008 ... - 2008-2011 nessuno sponsor - 2011-2012 Logli Massimo - 2012-2013 Cecchi - 2013-2014 Produttori Pratesi Cardato Riciclato - 2014-2015 Prato Feels/Estra Energia - 2015-2016 Estra Energia/Ambrogio/Bcc Area Pratese/Prato Feels/Produttori Pratesi Cardato Riciclato - 2016- ChiantiBanca/Estra Energia/Prato Feels |

## Allenatori e presidenti
Di seguito l'elenco degli allenatori e dei presidenti dell'A.C. Prato.
- 1908-1921 ...
- 1921-1924  György Kőszegy
- 1924-1925  Alberto Cuttin[45]
- 1925-1926  Maximilian Schiffmann
- 1926-1929  Karl Stürmer
- 1929-1931  György Kőszegy
- 1931-1933  Richard Klug
- 1933-1934  József Wereb
- 1934-1935  Guido Bosio[45]
- 1935-1936  Sándor Peics
- 1936-1938  Vincenzo Fresia
- 1938-1939  Armando Canabal
- 1939-1940  Mario Gianni
- 1940-1942  Armando Bonino
- 1942-1943  Alfredo Notti
- 1943-1945 Campionato sospeso per cause belliche
- 1945-1946  Alfredo Notti
- 1946-1947  Alfredo Notti (1ª-?ª) 
 Mario Genta (?ª-42ª)
- 1947-1948  György Kőszegy
- 1948-1950  Giovanni Ferrari
- 1950-1951  Ottorino Dugini
- 1951-1952  Ferrero Alberti
- 1952-1953 ...
- 1953-1955  Silvano Grassi[46]
- 1955-1959  Ferruccio Valcareggi
- 1959-1961  Cesare Meucci
- 1961-1962  Cesare Meucci (1ª-34ª)
 László Székely (35ª-38ª)
- 1962-1963  Carlo Parola[47]
- 1963-1964  Luigi Ferrero (1ª-11ª)
 Dino Ballacci (12ª-38ª)
- 1964-1965  Natale Faccenda
- 1965-1966  Corrado Viciani
- 1966-1967  Corrado Viciani (1ª-?ª)
 Aldo Querci (?ª-34ª)
- 1967-1968  Aldo Querci
- 1968-1969  Dino Ballacci (1ª-?ª)
 Renzo Melani (?ª-?ª)
 Enzo Bearzot (?ª-38ª)[48]
- 1969-1971  Francesco Petagna[49]
- 1971-1972  Tito Corsi (1ª-?ª)
 Enzo Robotti (?ª-38ª)
- 1972-1973  Enzo Robotti
- 1973-1974  Aldo Querci (1ª-?ª)
 Eugenio Fantini (?ª-38ª)[50]
- 1974-1975  Luigi Milan[51]
- 1975-1976  Luigi Milan (1ª-16ª)
 Ottorino Dugini (17ª-34ª)[52]
- 1976-1977  Silvano Grassi
- 1977-1978  Silvano Grassi (1ª-?ª)
 Graziano Landoni[53] (?ª-?ª)
 Lucio Dell'Angelo (?ª-38ª)
- 1978-1979  Giampaolo Piaceri (1ª-?ª)
 Cesare Meucci (?ª-34ª)[54]
- 1979-1981  Giovanni Meregalli[55]
- 1981-1982  Giovanni Meregalli (1ª-?ª)
 Costanzo Balleri (?ª-?ª)
 Piero Lenzi (?ª-34ª)
- 1982-1983  Sergio Carpanesi
- 1983-1984  Sergio Carpanesi (1ª-22ª)
 Franco Ferrari (23ª-34ª)[56]
- 1984-1985  Maurizio Bruno
- 1985-1986  Giuseppe Marchioro
- 1986-1987  Corrado Orrico
- 1987-1988  Piero Lenzi
- 1988-1989  Giovanni Meregalli
- 1989-1990  Giovanni Meregalli (1ª-10ª)
 Maurizio Bruno (11ª-34ª e spareggio)
- 1990-1992  Luigi Mascalaito[57]
- 1992-1994  Roberto Bicchierai
- 1994-1996  Giorgio Veneri
- 1996-1997  Giorgio Veneri (1ª-21ª)
 Vincenzo Esposito (22ª-34ª)
- 1997-1998  Cesare Vitale
- 1998-2004  Vincenzo Esposito
- 2004-2005  Luca Cecconi (1ª-5ª)
 Fabrizio Del Rosso e  Piero Lenzi (6ª-18ª)
 Gian Cesare Discepoli (19ª-38ª)
- 2005-2007  Pierpaolo Bisoli
- 2007-2008  Oliviero Di Stefano[58]
- 2008-2009  Corrado Orrico
- 2009-2011  Andrea Bellini
- 2011-2015  Vincenzo Esposito[59]
- 2015-2016  Alessio De Petrillo (1ª-27ª)
 Roberto Malotti (28ª-34ª e play-out)
- 2016-2017  Leonardo Acori (1ª-6ª)
 Roberto Malotti (7ª-12ª)
 Francesco Monaco (13ª-38ª e play-out)
- 2017-2018  Pasquale Catalano
- 2018-2019  Simone Settesoldi (1ª-6ª) 
 Alessio De Petrillo (7ª-38ª)
- 2019-2020  Vincenzo Esposito
- 2020-2021  Vincenzo Esposito (1ª-17ª)
 Aldo Firicano (18ª-34ª e play-off)
- 2021-2022  Luigi Pagliuca (1ª-2ª)
 Marco Amelia (3ª-18ª)
 Giancarlo Favarin (19ª-38ª)
- 2022-2023  Giancarlo Favarin (1ª-10ª)
 Lucio Brando (11ª-38ª)
- 2023-2024  Lucio Brando (1ª-2ª)
 Raffaele Novelli (3ª-17ª)
 Maurizio Ridolfi (18ª-34ª)
- 2024-2025  Maurizio Ridolfi (1ª-6ª)
 Marco Mariotti (6ª-34ª)
- 2025-2026  Simone Venturi

- 1908-1925 ...
- 1925-1929  Niccolino Niccoli
- 1929-1930  Brunellesco Bacci (comm. straord.)
 Edo Renato Risaliti
 Diego Sanesi (comm. straord.)
- 1930-1931  Diego Sanesi (comm. straord.)
- 1931-1939  Vincenzo Giarrè
- 1939-1940  Sirio Chilleri
- 1940-1947  Vincenzo Giarrè
- 1947-1948  Giuseppe Giannini
- 1948-1950  Foresto Frati
- 1950-1951  Ardelio Allori
- 1951-1952  Giuseppe Giannini
- 1952-1955  Renato Gioni
- 1955-1962 Commissione di presidenza
- 1962-1963  Luigi Pacini
- 1963-1971  Dino Baldassini
- 1971-1972  Franco Palli (comm. straord.)
- 1972-1973  Argante Becocci e  Ubaldo Miliotti (comitato di reggenza)
- 1973-1974  Quintilio Capecchi (comm. straord.)
- 1974-1979  Alfredo Senatori
- 1979-1991  Andrea Toccafondi
- 1991-1996  Stefano Calistri (amm. unico)
- 1996-2006  Andrea Toccafondi
- 2006-2007  Giannetto Guarducci
- 2007-2014  Andrea Toccafondi
- 2014-2016  Paolo Toccafondi
- 2016-2017  Nicola Radici
- 2017-2018  Donatella Toccafondi
 Paolo Toccafondi
- 2018-2021  Paolo Toccafondi
- 2021-2025  Stefano Commini
- dal 2025  Asmaa Gacem

## Calciatori

### Hall of Fame
Nel 2012 è stata presentata la "Hall Of Fame Ac Prato" che comprende i 50 principali elementi che hanno legato indissolubilmente il loro nome alla società. Secondo i criteri di scelta, sono inclusi i calciatori che hanno racimolato dalle 150 presenze in poi, che hanno messo a segno dalle 40 reti in poi e che hanno indossato la maglia del Prato per oltre 20 anni. Fanno inoltre parte della Hall of Fame i seguenti nomi che si sono distinti per altri meriti:

Marco Rossi esulta con i tifosi pratesi nella stagione 1987-1988.

- Enzo Bearzot (allenatore, 1968-1969)
- Ferruccio Valcareggi (allenatore, 1955-1959)
- Roberto Vieri (1965-1966 e 1980-1981) e  Christian Vieri (1989-1990)
- Alessandro Diamanti (1999-2000, 2001, 2002-2003, 2003-2004, 2005-2006 e 2006-2007)
- Michele De Agostini (2007-2014 e 2015)
- Vincenzo Esposito (calciatore 1982-1986 e 1992-1996/allenatore 1997, 1998-2004 e 2011-2015)
- Marco Rossi (1987-1988, 1988-1989 e 1991-1995)
- Andrea Toccafondi (presidente, 1979-2014)
- Romano Taccola (1961-1964)

### Contributo alle Nazionali
Sono stati 8 i calciatori che hanno indossato la divisa di una rappresentativa italiana durante la militanza nel AC Prato. Il primo fu Carlo Cudicini, che debuttò nel 1991 con la casacca della Nazionale Under-18. Sempre con l'Under-18 fu la volta, cinque anni più tardi, nel 1996, di Francesco De Francesco. Nel 1998 l'attaccante Massimo Maccarone debuttò con l'Nazionale Under-20. Per avere altre convocazioni bisogna attendere il 2003, quando fu la volta di Christian Scarlato, Yuri Breviario e Mirko Stefani, tutti e tre con l'Under-20. L'anno dopo, sempre con l'Under-20, debuttò Gabriele Perico. L'ultimo calciatore laniero ad indossare la divisa di una rappresentativa italiana è stato Mattia Del Favero (Under-15), nel 2015.

## Palmarès

### Competizioni nazionali
- Coppa Italia Serie C: 1

2000-2001
- Serie C: 6  (record)

1940-1941 (girone E), 1945-1946 (girone A), 1948-1949 (girone C), 1956-1957, 1959-1960 (girone B), 1962-1963 (girone B)

### Competizioni interregionali
- Serie C2: 3

1979-1980 (girone A), 1982-1983 (girone A), 2001-2002 (girone A)
- Serie D: 2

1953-1954 (girone E), 1976-1977 (girone E)

### Competizioni regionali
- Terza Divisione Toscana

1924-1925

### Competizioni giovanili
- Campionato Juniores Nazionali: 1

1970
- Torneo Internazionale Nereo Rocco: 1

1982
- Coppa nazionale Allievi Professionisti: 1

2003-2004
- Campionato nazionale Allievi Professionisti: 1

2013-2014

## Statistiche e record

### Partecipazione ai campionati
Campionati nazionali
| Livello | Categoria                | Partecipazioni | Debutto   | Ultima stagione | Totale |
| ------- | ------------------------ | -------------- | --------- | --------------- | ------ |
| 1º      | Divisione Nazionale      | 1              | 1928-1929 | 1928-1929       | 1      |
| 2º      | Seconda Divisione        | 3              | 1922-1923 | 1925-1926       | 15     |
| 2º      | Prima Divisione          | 2              | 1926-1927 | 1927-1928       | 15     |
| 2º      | Serie B                  | 10             | 1929-1930 | 1963-1964       | 15     |
| 3º      | Prima Divisione          | 5              | 1930-1931 | 1934-1935       | 53     |
| 3º      | Serie C                  | 27             | 1935-1936 | 2017-2018       | 53     |
| 3º      | Serie C1                 | 15             | 1980-1981 | 2004-2005       | 53     |
| 3º      | Lega Pro Prima Divisione | 3              | 2011-2012 | 2013-2014       | 53     |
| 3º      | Lega Pro                 | 3              | 2014-2015 | 2016-2017       | 53     |
| 4º      | IV Serie                 | 2              | 1952-1953 | 1953-1954       | 31     |
| 4º      | Serie D                  | 11             | 1974-1975 | 2025-2026       | 31     |
| 4º      | Serie C2                 | 18             | 1978-1979 | 2010-2011       | 31     |

In 96 stagioni sportive disputate a partire dall'esordio nella Lega Nord, compresi 1 torneo di Divisione Nazionale (A), 5 tornei di Seconda Divisione (B) e 18 tornei di Serie C2. Non è compresa la stagione 1924-1925 in cui il Prato partecipò al torneo di Terza Divisione del Comitato Regionale Toscano, organismo cui afferiva anche antecedentemente il 1922.
Campionati regionali
| Livello | Categoria       | Partecipazioni | Debutto   | Ultima stagione | Totale |
| ------- | --------------- | -------------- | --------- | --------------- | ------ |
| I       | Prima Categoria | 5              | 1913-1914 | 1921-1922       | 5      |

### Partecipazione alle coppe
| Coppa                           | Partecipazioni | Debutto   | Ultima stagione | Totale |
| ------------------------------- | -------------- | --------- | --------------- | ------ |
| Coppa Italia                    | 16             | 1936-1937 | 2014-2015       | 16     |
| Coppa Italia Semiprofessionisti | 6              | 1972-1973 | 1980-1981       | 43     |
| Coppa Italia Serie C            | 28             | 1981-1982 | 2017-2018       | 43     |
| Coppa Italia Lega Pro           | 9              | 2008-2009 | 2016-2017       | 43     |
| Coppa Italia Serie D            | 7              | 2018-2019 | 2025-2026       | 7      |

Il Prato ha preso parte a 66 coppe nazionali a partire dall'esordio in Coppa Italia nel 1936-1937; il massimo risultato raggiunto nella principale competizione nazionale sono gli ottavi di finale raggiunti nell'edizione del 1941-1942.
I lanieri hanno preso parte inoltre a 6 edizioni della Coppa Italia Semiprofessionisti, a partire dall'esordio nell'edizione 1972-1973, e detengono il record di aver preso parte a tutte le edizioni della Coppa Italia Serie C e Lega Pro fin qui disputate, a partire dall'esordio nel 1981-1982. Il miglior risultato nella suddetta competizione, è la vittoria della Coppa Italia Serie C 2000-2001.

### Statistiche di squadra
Il Prato per oltre trent'anni è ospite fisso in Serie C e disputa il campionato di Serie C1 (o Lega Pro Prima Divisione) e Serie C2 (o Lega Pro Seconda Divisione) dalla stagione 1977-1978. Il Prato manca dalla Serie B da 60 anni (stagione 1963-1964). Inoltre detiene il record assoluto di promozioni dalla Serie C2 alla Serie C1 (5).
Nella stagione 2013-2014 la squadra ha mantenuto la porta inviolata per 454 minuti, ovvero per 5 partite complete (2 vittorie e 3 pareggi) più i primi 4 minuti della sesta partita, quando il calciatore del Perugia Vitofrancesco ha messo fine all'imbattibilità dei lanieri.

### Statistiche individuali
Di seguito i primatisti di presenze e reti.
| Record di presenze - 332 Giuliano Lamma - 266 Italo Rizza - 258 Paolo Cecconi - 251 Rolando Bardazzi - 241 Renato Targioni - 188 Vincenzo Esposito - 186 Natale Colla - 176 Aldo Perni - 175 Diego Silva Reis - 149 Matteo Cavagna - 142 Mario Verdolini - 142 Giulio Fogaroli - 141 Stefano Layeni - 135 Michele De Agostini - 133 Pasquale Basilico - 127 Claudio Sciannamè - 120 Damiano Moscardi - 116 Bruno Nattino - 113 Doriano Carlotti - 111 Marco Gori - 102 Tommaso Ghinassi - 101 Massimiliano Vieri | Record di reti - 71 Renato Raccis - 56 Natale Colla - 51 Emilio Ferrari - 46 Marco Rossi - 44 Remo Galli - 43 Alberto Cuttin - 39 Corrado Cavazza - 38 Corinto Miliotti - 36 Mario Gelada - 33 Bruno Chiavacci - 33 Ottorino Dugini - 33 Pasquale Basilico - 30 Enrico Loranzi - 30 Silvano Mencacci - 28 Diego Silva Reis - 27 Erminio Bercarich - 26 Gaspare Parvis - 26 Cesare Vitale - 25 Riccardo Moreo - 24 Alessandro Diamanti |

## Tifoseria

### Storia
Lo storico gruppo trainante della tifoseria organizzata pratese erano gli Ultras Prato 1974. Nel febbraio 2009 nascono gli Ultras Prato 1908, da un gruppo di ex militanti del precedente storico gruppo che nel corso degli anni era stato decimato dalle diffide e dalla dura contestazione alla dirigenza Toccafondi e successivamente sciolto per vari motivi. Stessa sorte che ha contraddistinto anche gli altri gruppi che nel corso degli anni si sono posti in una posizione di rilievo nel panorama ultras biancoazzurro. Tra i più importanti si ricordano le Brigate, i Rangers, gli Indians e i Woollen Army.
Il record assoluto di spettatori pare sia stato registrato nel 1977 in un Prato-Montecatini che fece registrare la presenza di oltre 13 000 spettatori. Tuttavia, il record certo è stato stabilito in un match contro il Bologna del febbraio 1984, con 12 000 tifosi assiepati sugli spalti.

### Gemellaggi e rivalità
La tifoseria pratese sostiene due gemellaggi attivi: quelli con le tifoserie lombarde di Mantova e Saronno. Amicizia con Montecatini (Bilancio Pesante). Importante amicizia, invece, è quella con i cesenati. Con le tifoserie di Modena e Arezzo, fino al 1988 c'erano dei gemellaggi, ormai sciolti.
Tra le rivalità più calde spiccano quelle con i toscani della Pistoiese e del Siena, derivante soprattutto dal fatto che i lanieri sono acerrimi rivali dei pistoiesi, gemellati coi senesi, e con i liguri dello Spezia. Con gli spezzini, durante la stagione 2011-2012, ci sono state tensioni e scontri tra ultras all'esterno dello stadio, con un successivo bilancio di nove denunciati e qualche contuso. Le altre principali rivalità si hanno comunque con altre tifoserie toscane quali i carraresi, i viareggini, i lucchesi, i montevarchini e fiorentini.
Altre rivalità degne di nota si hanno con le tifoserie emiliane di Piacenza, Reggiana e SPAL, con la tifoseria romagnola del Ravenna, con i piemontesi dell'Alessandria, con i lombardi della Cremonese e della Pro Patria, con i veneti del Vicenza e del Treviso.